# أنصاف رشدي
أنصاف رشدي (18 نوفمبر 1907 - 1 أبريل 1990)، هي ممثلةٌ ومغنية مصرية. هي إحدى الأخوات رشدي ومنهن فاطمة. بدأت حياتها ممثلةً في فرقة أمين عطا الله، ثم اتجهت للغناء والتلحين، وعملت في مسرح الريحاني وأمين صدقي وعلي الكسار، وعملت في مسرح خاص أسسه «أمين صدقي» بشارع عماد الدين، ثم انتقلت إلى كازينو البسفور. يُعد فيلم تحت ضوء القمر من أشهر أعمالها.

## وصلات خارجية
- أنصاف رشدي على موقع قاعدة بيانات الأفلام العربية